# Петропавловка (Амвросиевский район)
Петропавловка (укр. Петропавлівка) — село на Украине, находится в Амвросиевском районе Донецкой области. Находится под контролем самопровозглашенной Донецкой Народной Республики.

## География
В Донецкой области имеются ещё 2 одноимённых населённых пункта, в том числе село Петропавловка в соседнем Шахтёрском районе.
Населённый пункт расположен на реке под названием Каменка. К югу от села проходит граница между Украиной и Россией.

#### Соседние населённые пункты по странам света
С: Харьковское, Квашино, Лисичье
СЗ: Мокроеланчик
СВ: Выселки
З: Василевка, Кошарное
В: Степное
ЮЗ: Селезнёв (Российская Федерация)
ЮВ: —
Ю: — 

## Население
Население по переписи 2001 года составляла 247 человек.

## Общая информация
Код КОАТУУ — 1420682505. Почтовый индекс — 87360. Телефонный код — 6259.

## Адрес местного совета
87360, Донецкая область, Амвросиевский район, с. Василевка, ул.Ленина, 53-1-14